# My Roommate Is a Gumiho
My Roommate Is a Gumiho (Hangul: 간 떨어지는 동거; Hanja: 肝 떨어지는 同居; RR: Gan Ddeoreojineun Donggeo; lit. Living Together) es una serie de televisión surcoreana transmitida del 26 de mayo de 2021 al 15 de julio de 2021 a través de tvN.
La serie está basada en el webtoon "My Roommate Is a Gumiho" de Na.

## Sinopsis
La serie sigue la historia de amor entre Shin Woo-yeo, un gumiho (zorro de nueve colas) de 999 años y Lee Dam, una estudiante universitaria que se traga accidentalmente la cuenta de Woo-Yeo.
Woo-yeo no sólo es un atractivo e inteligente profesor, sino que también es un gumiho de 999 años, que quiere convertirse en humano, y para poder hacerlo tiene que recolectar energía humana en una cuenta.
Mientras tanto, Lee Dam es una estudiante universitaria cuyo destino cambia un día, cuando su amigo borracho se queda dormido sobre un costoso carro que resulta ser propiedad de Woo-yeo. Mientras Dam se disculpa con él, y lucha por que su amigo no se caiga, Woo-yeo la ayuda, pero ambos tropiezan y Dam accidentalmente termina tragándose la cuenta de Woo-yeo. Las cosas empeoran cuando Woo-yeo le revela que la cuenta únicamente puede existir dentro de un ser humano por no más de 1 año y luego, la cuenta se rompera dentro de la persona, causándole la muerte.
Dam dispuesta a no morir y Woo-yeo decidido a recuperar su cuenta para poder convertirse en humano, ambos deciden vivir juntos hasta que encuentren cómo solucionar el problema.

## Reparto

### Personajes principales[5]
| Actor        | Personaje    | Nº de episodios | Notas |
| ------------ | ------------ | --------------- | --- |
| Jang Ki-yong | Shin Woo-yeo | 16              | Es un atractivo gumiho de 999 años, cuyo deseo es el de convertirse en humano.                                                                      |
| Lee Hye-ri   | Lee Dam      | 16              | Es una estudiante universitaria nacida en 1999 que accidentalmente se traga la canica de Woo-yeo. Nunca antes ha tenido una relación.               |
| Kang Han-na  | Yang Hye-sun | 16              | Es una ex gumiho y amiga de Shin Woo-yeo, quien a pesar de su impresionante apariencia tiene un corazón inocente y es bastante torpe e ingenua.     |
| Kim Do-wan   | Do Jae-jin   | 16              | Es un joven atractivo y el amigo de Lee Dam y Choi Soo-kyung. Cuando conoce a Yang Hye-sun, se enamora de ella y está dispuesto a renunciar a todo. |
| Bae In-hyuk  | Gye Sun-woo  | -               | Es un atractivo e inteligente estudiante de último año en la universidad, que llama la atención de sus compañeras.                                  |

### Personajes secundarios
| Actor          | Personaje      | N.º de episodios | Notas                                                |
| -------------- | -------------- | ---------------- | ---------------------------------------------------- |
| Park Kyung-hye | Choi Soo-kyung | -                | Es la mejor amiga de Lee Dam y amiga de Do Jae-jin.  |
| Choi Woo-sung  | Lee Dan        | -                | Es el hermano menor de Lee Dam.                      |
| Kim Do-yeon    | Gye Seo-woo    | -                | Es una estudiante y la hermana menor de Gye Sun-woo. |
| Kim Kang-min   | Jung-suk       | -                |                                                      |
| Bang Eun-jung  | Jeon Da-young  | -                | [ 14 ]                                               |

### Otros personajes
| Actor         | Personaje           | Episodio(s) donde apareció | Notas                                                |
| ------------- | ------------------- | -------------------------- | ---------------------------------------------------- |
| Son Sung-yoon | Prof. Seo Young-joo | 11-12, 14                  | Es una profesora que está enamorada de Shin Woo-yeo. |

### Apariciones especiales
| Actor         | Personaje         | Episodio(s) donde apareció | Notas |
| ------------- | ----------------- | -------------------------- | --- |
| Kim Eung-soo  | -                 | 1                          | Es una de las transformaciones de Shin Woo-yeo. |
| Han Ji-eun    | -                 | 1, 5-6                     | Es la líder de la editorial. |
| Jung So-min   | Seo-hwa           | 5-7                        | Es una mujer a la que Shin Woo-yeo amó en el pasado y quien le dejó una gran impresión. Seo-hwa perdió la vida debido a la cuenta de zorro que Shin Woo-yeo le transfirió. |
| Oh Hyun-kyung | -                 | 6                          | Es la madre de Lee Dam y Lee Dan. |
| Jang Sung-kyu | -                 | 6                          | Es la cita a ciegas de Lee Dam. |
| Go Kyung-pyo  | Sanshin           | 7, 10-11, 13-14            | [ 17 ] [ 18 ] |
| Kang Mi-na    | Choi Jin-ah       | 8                          | Es la exnovia de Do Jae-jin. |
| Lee Jun-hyeok | Prof. Park Bo-gum | 14                         | Es un profesor que era famoso por su rigor en el departamento de historia. Es una de las transformaciones de Shin Woo-yeo.                                                 |
| Lee Se-hee    | Gisaeng           | 1 y 10                     | |

## Episodios
La serie está conformada por dieciséis episodios, los cuales fueron emitidos todos los miércoles y jueves a las 22:30 (KST).

### Ratings
Los números en color rojo indican las calificaciones más bajas, mientras que los números en azul indican las calificaciones más altas.
| Episodio | Fecha de emisión    | Participación promedio de audiencia (AGB Nielsen) | Participación promedio de audiencia (AGB Nielsen) |
| Episodio | Fecha de emisión    | Nacional                                          | Seúl                                              |
| -------- | ------------------- | ------------------------------------------------- | ------------------------------------------------- |
| 1        | 26 de mayo de 2021  | 5.282% (1.ª)                                      | 5.888% (1.ª)                                      |
| 2        | 27 de mayo de 2021  | 4.279% (1.ª)                                      | 4.838% (1.ª)                                      |
| 3        | 2 de junio de 2021  | 4.123% (2.ª)                                      | 4.769% (2.ª)                                      |
| 4        | 3 de junio de 2021  | 4.354% (1.ª)                                      | 4.670% (1.ª)                                      |
| 5        | 9 de junio de 2021  | 4.304% (1.ª)                                      | 4.882% (1.ª)                                      |
| 6        | 10 de junio de 2021 | 3.688% (2.ª)                                      | 4.000% (2.ª)                                      |
| 7        | 16 de junio de 2021 | 3.159% (2.ª)                                      | 3.564% (2.ª)                                      |
| 8        | 17 de junio de 2021 | 4.238% (2.ª)                                      | 5.200% (2.ª)                                      |
| 9        | 23 de junio de 2021 | 3.374% (1.ª)                                      | 3.460% (1.ª)                                      |
| 10       | 24 de junio de 2021 | 3.772% (2.ª)                                      | 4.101% (2.ª)                                      |
| 11       | 30 de junio de 2021 | 3.691% (1.ª)                                      | 4.092% (1.ª)                                      |
| 12       | 1 de julio de 2021  | 3.476% (2.ª)                                      | 4.193% (2.ª)                                      |
| 13       | 7 de julio de 2021  | 3.234% (2.ª)                                      | 3.932% (2.ª)                                      |
| 14       | 8 de julio de 2021  | 3.549% (2.ª)                                      | 4.418% (2.ª)                                      |
| 15       | 14 de julio de 2021 | 3.625% (2.ª)                                      | 4.321% (2.ª)                                      |
| 16       | 15 de julio de 2021 | 3.982% (2.ª)                                      | 4.571% (2.ª)                                      |
| Promedio | Promedio            | 3.883%                                            | 4.431%                                            |

## Música
El OST de la serie está conformado por las siguientes canciones:

#### Parte 1
| No. | Intérprete    | Canción                    | Letra                                                   | Música                                     | Duración |
| --- | ------------- | -------------------------- | ------------------------------------------------------- | ------------------------------------------ | -------- |
| 1   | Jeong Se-woon | "DOOR (Your Moon)"         | Janghyun Park (de Somebody's Tale), Kim Jae-won y GLODY | Janghyun Park (de Somebody's Tale) y GLODY | 3:49     |
| 2   |               | "DOOR (Your Moon)" (Inst.) | -                                                       | Janghyun Park (de Somebody's Tale) y GLODY | 3:49     |

#### Parte 2
| No. | Intérprete   | Canción                           | Letra | Música                                                      | Duración |
| --- | ------------ | --------------------------------- | ----- | ----------------------------------------------------------- | -------- |
| 1   | Kim Na-young | "My All" (우연이 아닌것만 같아서) | Hana  | Tom With Jerry, Choi Jae-hyuk, Lee Yong-min y Moon Sung-hye | 3:34     |
| 2   |              | "My All" (Inst.)                  | -     | Tom With Jerry, Choi Jae-hyuk, Lee Yong-min y Moon Sung-hye | 3:34     |

#### Parte 3
| No. | Intérprete    | Canción                                    | Letra    | Música   | Duración |
| --- | ------------- | ------------------------------------------ | -------- | -------- | -------- |
| 1   | Yoo Yeon-jung | "Drawing of the Beginning" (시작의 드로잉) | PINKMOON | PINKMOON | 3:24     |
| 2   |               | "Drawing of the Beginning" (Inst.)         | -        | PINKMOON | 3:24     |

#### Parte 4
| No. | Intérprete | Canción                            | Letra                             | Música                                                         | Duración |
| --- | ---------- | ---------------------------------- | --------------------------------- | -------------------------------------------------------------- | -------- |
| 1   | Choi Nakta | "One Step Closer" (한 걸음 가까이) | Kim Seung-jun (de Psycho Tension) | Kim Seung-jun, Choi Mi-hyun y Yoon Seok-ju (de Psycho Tension) | 4:06     |
| 2   |            | "One Step Closer" (Inst.)          | -                                 | Kim Seung-jun, Choi Mi-hyun y Yoon Seok-ju (de Psycho Tension) | 4:06     |

#### Parte 5
| No. | Intérprete | Canción                                               | Letra                  | Música                              | Duración |
| --- | ---------- | ----------------------------------------------------- | ---------------------- | ----------------------------------- | -------- |
| 1   | Kassy      | "Nothing Left To Say" (어떤 말도 할 수가 없는 나인데) | Yountoven y Doctor Son | Doctor Son, Yountoven y Yoon Da-eun | 4:16     |
| 2   |            | "Nothing Left To Say" (Inst.)                         | -                      | Doctor Son, Yountoven y Yoon Da-eun | 4:16     |

#### Parte 6
| No. | Intérprete          | Canción                      | Letra | Música         | Duración |
| --- | ------------------- | ---------------------------- | ----- | -------------- | -------- |
| 1   | Yang Da-il (양다일) | "Next To You" (그댈 담은 밤) | Hana  | Tom With Jerry | 4:35     |
| 2   |                     | "Next To You" (Inst.)        | -     | Tom With Jerry | 4:35     |

#### Parte 7
| N.º | Intérpretes                                   | Canción            | Letra                       | Música                      | Duración |
| --- | --------------------------------------------- | ------------------ | --------------------------- | --------------------------- | -------- |
| 1   | Choi Young-jae (de Got7) y Soyeon (de Laboum) | "You & I" (그대와) | Kim Dong-joon y Yoo Min-gyu | Kim Dong-joon y Yoo Min-gyu | 3:38     |
| 2   |                                               | "You & I" (Inst.)  | -                           | Kim Dong-joon y Yoo Min-gyu | 3:38     |

#### Parte 8
| No. | Intérprete | Canción            | Letra     | Música               | Duración |
| --- | ---------- | ------------------ | --------- | -------------------- | -------- |
| 1   | CHEEZE     | "Moon" (달 (치즈)) | Moonchong | Moonchong y Midnight | 3:53     |
| 2   |            | "Moon" (Inst.)     | -         | Moonchong y Midnight | 3:53     |

#### Parte 9
| N.º | Intérprete | Canción              | Letra          | Música         | Duración |
| --- | ---------- | -------------------- | -------------- | -------------- | -------- |
| 1   | Jung Yu-ji | "Big Change"         | Moon Seong-nam | Moon Seong-nam | 3:18     |
| 2   |            | "Big Change" (Inst.) | -              | Moon Seong-nam | 3:18     |

## Producción
Fue creada por Studio Dragon (tvN) e iQIYI y es la primera serie de televisión coreana producida por iQIYI (una producción conjunta entre China y Corea del Sur).
La serie está basada en el webtoon "My Roommate Is a Gumiho" de Na. También es conocida como "Frightening Cohabitation", "A Falling Cohabitation", "A Terrifying Cohabitation", "Live Together", "Heart-Stopping Roommate" y/o "My Roommate is a Nine Tailed Fox".
La dirección es realizada por Nam Sung-woo y Park Joon-hwa, quienes contaron con las guonistas Baek Sun-woo y Choi Bo-rim (최보림).
La serie también tuvo el apoyo de las compañías de producción "Drama house", "Contents Zium" y "iQIYI".

### Recepción
El 1 de junio de 2021, Good Data Corporation compartió su nueva clasificación de los dramas y miembros del elenco que generaron más revuelo durante la semana del 24 al 30 de mayo del mismo año. Las listas se compilaron a partir del análisis de artículos de noticias, publicaciones de blogs, comunidades en línea, videos y publicaciones en redes sociales sobre los dramas que están actualmente al aire o que saldrán al aire próximamente. La serie obtuvo el puesto número 2 en la lista de dramas, mientras que los actores Lee Hye-ri y Jang Ki-yong ocuparon los puestos 2 y 5 respectivamente dentro de los diez miembros del elenco más comentados de la semana.
El 8 de junio de 2021, Good Data Corporation compartió su nueva clasificación de los dramas y miembros del elenco que generaron más revuelo durante la primera semana de junio del mismo año. Las listas se compilaron a partir del análisis de artículos de noticias, publicaciones de blogs, comunidades en línea, videos y publicaciones en redes sociales sobre los dramas que están actualmente al aire o que saldrán al aire próximamente. La serie obtuvo el puesto número 3 en la lista de dramas, mientras que los actores Lee Hye-ri y Jang Ki-yong ocuparon los puestos 2 y 4 respectivamente dentro de los diez miembros del elenco más comentados de la semana.
El 16 de junio de 2021, Good Data Corporation compartió su nueva clasificación de los dramas y miembros del elenco que generaron más revuelo durante la semana de junio del mismo año. Las listas se compilaron a partir del análisis de artículos de noticias, publicaciones de blogs, comunidades en línea, videos y publicaciones en redes sociales sobre los dramas que están actualmente al aire o que saldrán al aire próximamente. La serie obtuvo el puesto número 4 en la lista de dramas, mientras que los actores Lee Hye-ri y Jang Ki-yong ocuparon los puestos 1 y 3 respectivamente dentro de los diez miembros del elenco más comentados de la semana.
El 23 de junio de 2021, Good Data Corporation compartió su nueva clasificación de los dramas y miembros del elenco que generaron más revuelo durante la tercera semana de junio del mismo año. Las listas se compilaron a partir del análisis de artículos de noticias, publicaciones de blogs, comunidades en línea, videos y publicaciones en redes sociales sobre los dramas que están actualmente al aire o que saldrán al aire próximamente. La serie obtuvo el puesto número 3 en la lista de dramas, mientras que los actores Lee Hye-ri y Jang Ki-yong ocuparon los puestos 1 y 2 respectivamente dentro de los diez miembros del elenco más comentados de la semana.
El 3 de julio de 2021, Good Data Corporation compartió su nueva clasificación de los dramas y miembros del elenco que generaron más revuelo durante la semana. Las listas se compilaron a partir del análisis de artículos de noticias, publicaciones de blogs, comunidades en línea, videos y publicaciones en redes sociales sobre los dramas que están actualmente al aire o que saldrán al aire próximamente. La serie obtuvo el puesto número 4 en la lista de dramas, mientras que los actores Jang Ki-yong y Lee Hye-ri ocuparon los puestos 1 y 3 respectivamente dentro de los diez miembros del elenco más comentados de la semana.
El 6 de julio de 2021, Good Data Corporation compartió su nueva clasificación de los dramas y miembros del elenco que generaron más revuelo durante la semana del 28 de junio hasta el 4 de julio del mismo año. Las listas se compilaron a partir del análisis de artículos de noticias, publicaciones de blogs, comunidades en línea, videos y publicaciones en redes sociales sobre los dramas que están actualmente al aire o que saldrán al aire próximamente. La serie obtuvo el puesto número 4 en la lista de dramas, mientras que los actores Lee Hye-ri y Jang Ki-yong ocuparon los puestos 4 y 5 respectivamente dentro de los diez miembros del elenco más comentados de la semana.
El 13 de julio de 2021, Good Data Corporation compartió su nueva clasificación de los dramas y miembros del elenco que generaron más revuelo durante la semana. Las listas se compilaron a partir del análisis de artículos de noticias, publicaciones de blogs, comunidades en línea, videos y publicaciones en redes sociales sobre los dramas que están actualmente al aire o que saldrán al aire próximamente. La serie obtuvo el puesto número 5 en la lista de dramas, mientras que los actores Jang Ki-yong y Lee Hye-ri ocuparon los puestos 3 y 5 respectivamente dentro de los diez miembros del elenco más comentados de la semana.
El 19 de julio de 2021, Good Data Corporation compartió su nueva clasificación de los dramas y miembros del elenco que generaron más revuelo durante la semana. Las listas se compilaron a partir del análisis de artículos de noticias, publicaciones de blogs, comunidades en línea, videos y publicaciones en redes sociales sobre los dramas que están actualmente al aire o que saldrán al aire próximamente. La serie obtuvo el puesto número 4 en la lista de dramas, mientras que los actores Jang Ki-yong y Lee Hye-ri ocuparon los puestos 2 y 3 respectivamente dentro de los diez miembros del elenco más comentados de la semana.